# Discours sur les moyens de bien gouverner

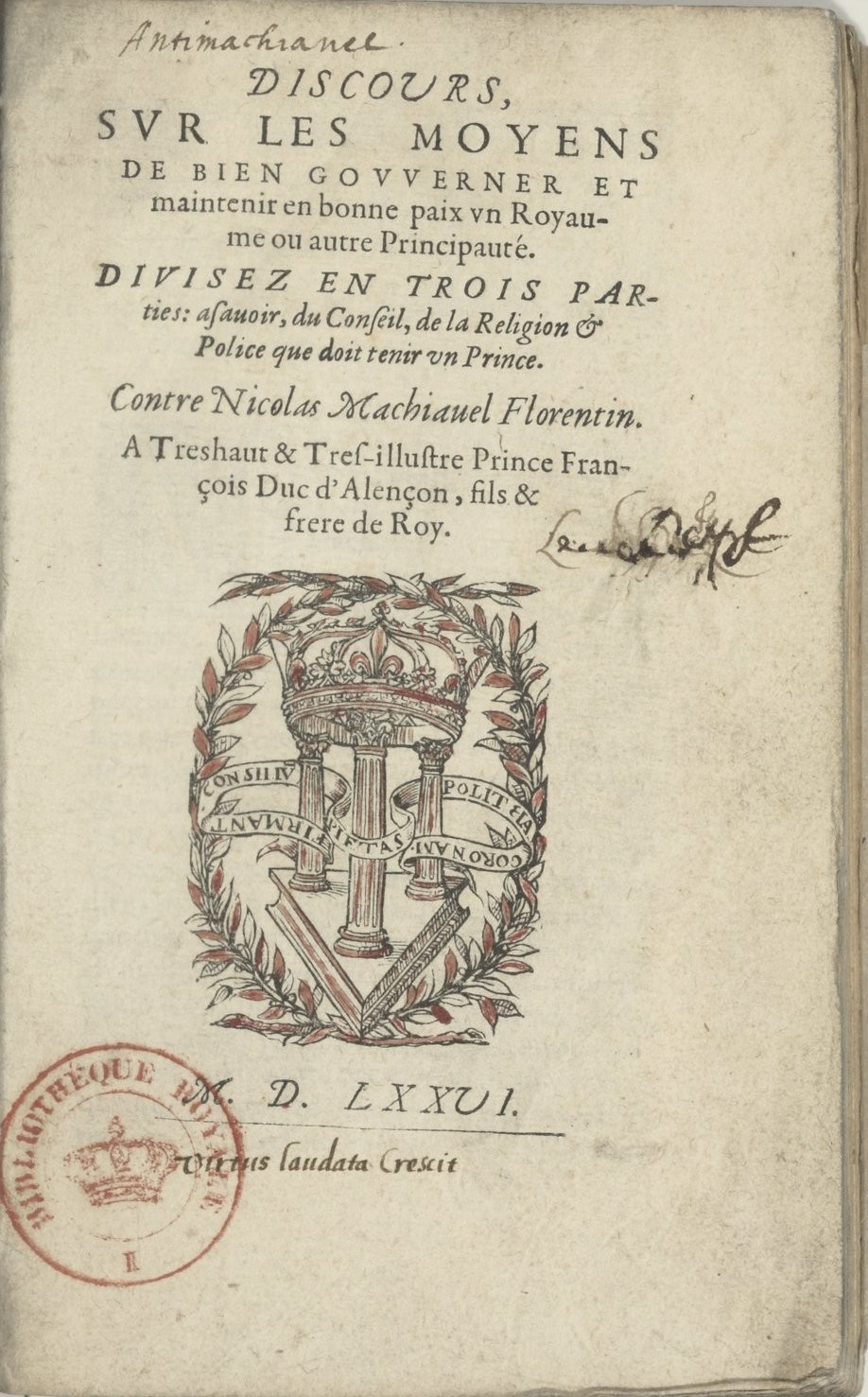
Page de titre.

Les Discours sur les moyens de bien gouverner (vraisemblablement Genève [Jacques Stoer] 1576), connus sous le nom d'Anti-Machiavel, sont un traité du juriste protestant Innocent Gentillet. Le titre complet est: Discours sur les moyens de bien gouverner & maintenir en paix un Royaume, ou autre Principauté [...] Contre Nicolas Machiavel Florentin. Cet ouvrage s'attaque au principe de la raison d'État et au machiavélisme. Il est dédié à François, duc d'Alençon. Il sera traduit et publié en latin en 1577 sous le titre Commentariorum de regno aut quovis principatu recte... administrando.

## Description
Rédigé dans les années qui ont suivi le massacre de la Saint-Barthélemy (1572), l'ouvrage témoigne d'un violent parti-pris contre Machiavel, à qui il attribue tous les maux et déplore « qu'on tienne si grand compte en France de Machiavel. » On trouve chez cet auteur la première occurrence du terme « machiavélistes », qu'il utilise pour désigner les partisans de Machiavel. 
L'œuvre est divisée en trois parties: Du Conseil, De la Religion, De la Police.
Le livre aurait été imprimé à Genève,.

## Jugements sur l'ouvrage
Selon un manuscrit anonyme de 1650, « Il ne faut que savoir lire pour connaître si Machiavel enseigne et soutient qu'un prince doit entretenir les séditions et les dissensions parmi ses sujets pour le bien de son état, sans s'en rapporter à la calomnie et mauvaise foi du président Gentillet qui, en ses discours contre cet auteur, rapporte ses paroles tout autrement qu'elles ne sont, les accommode à la passion de sa censure, et les altère et corrompt pour favoriser le dessein qu'il a de donner atteinte à ce grand et judicieux politique, auquel il preste des erreurs pour avoir sujet de les réfuter. […] »

## Sources
- Alexis-François Artaud de Montor, Machiavel : son génie et ses erreurs. (2 tomes), 1833 Tome 1 ; Tome 2)

## Liens
Lire l'ouvrage sur Gallica.